# Виолета Томовска
Виолета Томовска (на македонска литературна норма: Виолета Томовска) е северномакедонска певица на забавна и народна музика.

## Биография
Родена е на 29 март 1945 година в град Битоля, в семейство на музиканти. Завършва основното си образование в родния си град, където участва във всички музикални прояви в училището и свири на мандолина, а по-късно става част от културно-художествено дружество „Илинден“ – Битоля. През 1959 г. се записва в Учителската школа в Скопие и се присъединява към културно-художествено дружество „Орце Николов“.
От 1959 до 1963 г. свири на пиано с чичо си Благой Петров – Караджуле и с леля си Блага Петрова – Видец. От малка е имала възможността да работи с доайените на македонската музика от днешна Северна Македония. По време на кариерата си тя посещава всички страни по света, където има македонски изселници.
През 1960 г. участва в радиопрограмата „Микрофонът е ваш“ и получава първа награда, което за нея е стимул за по-нататъшна работа и така се сбъдва желанието ѝ да работи в Радио Скопие. Малко след това Александър Джамбазов пише за нея песента „Пелистерски очи“, която ѝ носи популярност.
През 1961 г. Виолета Томовска започва да се изявява с оркестъра на Радио Скопие, а през 1963 г. за първи път записва песен в Холивуд, във филмово студио – песента „Судбо, судбино“. На следващата 1964 г. записва плоча с ансамбъл „Танц“, като дует с Кирил Манчевски в РТВ Белград. По това време тя прави с Манчески и първия запис на популярната песен „Македонско девойче“, написана по повод раждането на дъщеря ѝ. Има записани 15 сингъла и много компактдискове. Нейни записи със забавни и народни песни се намират в архивите на бившето Радио Скопие, днес Македонско радио.

## Личен живот
Тя се омъжва през 1964 г., когато е 19-годишна, за известния северномакедонски видеооператор Йордан Томовски – Франц (1941 – 2011). От него има дъщеря на име Невенка.